# مايك بيرمان
مايك بيرمان (بالألمانية: Maik Beermann)‏ هو سياسي ألماني، ولد في 19 أكتوبر 1981 في ألمانيا. حزبياً، نشط في الاتحاد الديمقراطي المسيحي (2001 – ). وقد في الانتخابات الفيدرالية الألمانية 2017، انتخب عضو في البوندستاغ الألماني عن دائرة Nienburg II – Schaumburg ‏ وقد انضم خلال فترته النيابية (24 أكتوبر 2017 – )  للكتلة البرلمانية الكتلة البرلمانية لائتلاف الاتحاد الديمقراطي المسيحي / الاتحاد الاجتماعي المسيحي في البوندستاغ ‏ وانتخب عضو في البوندستاغ الألماني خلال فترته النيابية ‏ (22 أكتوبر 2013 – 24 أكتوبر 2017).

## وصلات خارجية
- الموقع الرسمي